# Fustanella
Fustanella je tradicionalno nagubano oblačilo, podobno krilu, ki ga imenujejo tudi kilt, ki ga nosijo moški iz mnogih narodov na Balkanu (Jugovzhodna Evropa). V sodobnem času je fustanella del balkanskih ljudskih oblek. V Grčiji kratko različico fustanelle nosijo ceremonialne vojaške enote, kot so Evzones od leta 1868. V Albaniji ga je nosila kraljeva garda v medvojni dobi. Tako Grčija kot Albanija trdita, da je fustanella narodna noša. Poleg tega Vlahi trdijo, da je fustanella njihov etnični kostum.

## Izvor
Nekateri znanstveniki navajajo, da je fustanella nastala iz vrste starodavnih grških oblačil, kot sta hiton (ali tunika) in chitonium (ali kratka vojaška tunika). Čeprav je nagubano krilo povezano s starodavnim kipom (3. stoletje pred našim štetjem), ki je na območju okoli Akropole v Atenah, ni preživelo nobeno staro grško oblačilo, ki bi potrdilo, da je izvor fustanelle v nagubanih oblačilih ali hitonih, ki so jih nosili moški v starih Atenah. Vendar je Charles Heald Weller iz Ameriške šole za klasične študije v Atenah odkril reliefni kip iz 5. stoletja pred našim štetjem v jami Vari v Atiki, ki prikazuje kamnoseka Arhedema Nimfolepta, ki nosi oblačilo, podobno fustaneli; kratka tunika, ki jo nosi, je v pasu zavezana v gube kot fustanella, kar je bila običajna praksa pri kmetijskem ali drugem ročnem delu.
Po mnenju drugih znanstvenikov korenine fustanelle segajo v rimske čase, ko je albansko-ilirski kilt postal prvotni vzorec rimske vojaške obleke. V Draču v Albaniji so našli figurico iz terakote z oblačilom, podobnim fustanelli, iz 4. stoletja. Sir Arthur Evans je fustanello kmečkih žensk (nošeno čez in nad slovanskim predpasnikom), ki živijo v bližini sodobnih bosansko-črnogorskih meja, obravnaval kot ohranjen ilirski element med lokalnim slovansko govorečim prebivalstvom, podobno kot fustanella, ki so jo nosili Albanci. Baron Franz Nopcsa je teoretiziral, da se je keltski kilt pojavil po tem, ko so albanski kilt Keltom v Veliki Britaniji predstavile rimske legije, folkloristka Ioanna Papantoniou pa meni, da je keltski kilt, kot ga gledajo rimske legije, služil kot prvotni prototip.
Drugi učenjaki menijo, da fustanella izvira iz Rimljanov, prek krajše različice toge ali nagubanega hitona; kot je prikazano na kipih rimskih cesarjev, ki so nosili nagubana krila do kolen. S širitvijo Rimljanov v hladnejše podnebje v srednji in severozahodni Evropi bi bilo dodanih več gub, da bi zagotovili večjo toploto.
V Bizantinskem cesarstvu so nosili nagubano krilo, znano kot podea (grško ποδέα). Nosilec podee je bil bodisi povezan s tipičnim junakom ali akritiškim bojevnikom in ga najdemo v najdbah iz 12. stoletja, ki jih pripisujejo cesarju Manuelu I. Komnenu (vladal 1143–1180).
Charles du Fresne v svojem Leksikonu srednjeveške latinščine predlaga, da fustanum (kos tkanine) izvira iz rimske pale. Bombažna fustana je bila med lastnino papeža Urbana V. (1310–1370).

## Uporaba

### Albanija
Na albanskih ozemljih so fustanello uporabljali stoletja pred osmansko oblastjo. Fustanella je upodobljena na fragmentu protomajolične keramike iz 13. stoletja iz Drača. Dokument iz 14. stoletja (1335), ki navaja vrsto predmetov, vključno fustanum (bombažno krpo), ki so jih zaplenili mornarju v pristanišču reke Drim v regiji Skadrskega jezera v Albaniji. Med osmanskim osvajanjem Albanije v poznem 15. stoletju so albanski Toski, ki so prispeli v južno Italijo, nosili fustanello, kar jih je razlikovalo od albanskih Gegov, ki so nosili tesne hlače. V 19. stoletju je britanski popotnik John Cam Hobhouse na območju sodobne južne Albanije in severnega grškega Epira opazil, da se je med potovanjem iz grško govorečega območja (regija južno od Delvinakija) v albansko govoreče območje (v smeri Gjirokastër) in okolici), poleg različnih jezikov zgodila tudi menjava oblačil. Tisti, ki govorijo albansko, so nosili srajco in kilt Kamisa, medtem ko so govorci grščine nosili volnene hlače. Albanska fustanella je bila med balkanskimi narodi zelo priljubljena, posnemala pa so jo številna druga ljudstva. Širjenje albanske fustanelle med drugimi sosednjimi ljudstvi, kot so Grki in Turki, so dokumentirali takratni zgodovinarji.
Drugi britanski popotniki v regiji, kot je lord Byron, so slavili albansko nošo in jo opisali kot »najveličastnejšo na svetu, sestavljeno iz dolgega, belega kilta, zlato obdelanega ogrinjala, škrlatne žametne zlato čipkaste jakne in srebrnega plašča, pištole in bodala«. . V letih 1848–1849 je britanski slikar Edward Lear, ki je potoval po območju sodobne Albanije, opazil, da je fustanella za Albance značilna narodna noša. Medtem ko so v 19. stoletju vaške skupine Malësorë ali gorjaci plemen Kelmend, Beriša, Šala in Hoti med moškimi albanskimi Gegi nosili uporabo fustanelle čez oprijete hlače tirq. Pridržali so uporabo fustanelle za elito ob pomembnih in formalnih priložnostih, kot so reševanje sporov, volitve lokalnih plemenskih predstavnikov in izjave zvestobe. Sredi 19. stoletja so albanski gverilski borci opustili turške hlače in začeli nositi kilt, podoben fustanelli grških Evzonov. V 1920-ih je fustanella začela izhajati iz mode med Toski, ki so jo zamenjali z oblačili v zahodnem slogu, ki so jih izdelali lokalni krojači.
Albanska fustanella ima okoli šestdeset gub ali običajno zmerno število. Izdelana je iz težkega doma tkanega lanenega blaga. Zgodovinsko gledano je bilo krilo dovolj dolgo, da je pokrivalo celotno stegno (vključno s kolenom), izpostavljen je bil le spodnji del noge. Običajno so jo nosili bogati Albanci, ki so ob strani izpostavili tudi okrašen jatagan in v pasu par pištol z dolgo vklesanimi srebrnimi ročaji. Splošna navada v Albaniji je bila, da se bela krila potopijo v stopljeno ovčjo maščobo z dvojnim namenom, da postanejo nepremočljiva in manj vidna na daljavo.  Običajno so to počeli orožniki (v Albanji imenovani trima). Po odstranitvi iz kotla so krila obesili, da so se posušila, nato pa jih stisnili s hladnimi likalniki, da so nastale gube. Nato so imeli dolgo časa siv videz, vendar nikakor niso bili umazani. Jakna, ki je oblečena s fustanello v albanski noši, ima prost izrez za roko, ki omogoča prehod roke, rokavi, pritrjeni le na zgornjem delu ramen, pa so vrženi nazaj. Rokavov se običajno ne nosi, čeprav ima uporabnik možnost, da jih obleče. Obstajajo tri vrste obutve, ki dopolnjujejo fustanello: 
1. kundra, črni čevlji s kovinsko zaponko,
2. šolla, sandali z usnjenimi tangicami, zavezanimi nekaj centimetrov nad gležnjem,
3. opinga, čevelj iz mehkega usnja, z obrnjenimi konicami, ki so, če so namenjeni otrokom, prevlečeni s pomponom iz črne ali rdeče volne.

Med grškim prebivalstvom v južni Albaniji se sigouni, plašč brez rokavov iz debele bele volne, nosi preko fustanelle v regijah Dropull in Tepelenë. Leta 1914 so novoustanovljene grške oborožene sile Avtonomne republike Severni Epir (1913–1914) sestavljale vojaške enote, ki so nosile uniforme Evzonov.

### Vlahi
Vlahi (tudi Aromuni) so vzhodnoromansko govoreči narod, ki živi v Albaniji, Bolgariji, Grčiji, Severni Makedoniji, Romuniji in Srbiji. Na aromunskih podeželskih območjih so se oblačila razlikovala od oblek mestnih prebivalcev. Oblika in barva oblačila, obseg pokrivala, oblika dragulja bi lahko kazali na kulturno pripadnost in bi lahko tudi pokazali, od kod prihajajo vaščani. Uporabo fustanelle pri Aromunih lahko zasledimo vsaj do 15. stoletja, izjemne primere pa najdemo v aromskem stećku nekropole Radimlja.

#### Bosna in Hercegovina
V Bosni in Hercegovini so fustanello nosili Aromuni, ki so bili registrirani v srednjem veku v teh deželah. Nekateri njihovi nagrobniki vsebujejo petroglife s fustanellami. Aromuni v Bosni in Hercegovini so bili srbizirani in sčasoma so nekateri prešli v bogomilstvo in nazadnje v islam. Njihove nagrobnike je opisal Marian Wenzel.

### Egipt
Precejšnje število albanskih stražarjev in janičarske enote, ki so se naselile na bregovih Nila v času zgodnje vladavine rodbine Mehmeda Alija, so bile znane po svoji razgibanosti, orožju in kostumih, zlasti po gubah njihovih tipičnih belih fustanell. Ti kostumi so igrali pomembno vlogo v slikah Jean-Léona Gérôma.

### Grčija
Po enem mnenju je bila fustanella že v 12. stoletju v običajni uporabi v grških deželah. Bizantinski bojevniki, zlasti Akritai, ki nosijo fustanello, so upodobljeni v sodobni bizantinski umetnosti. Na bizantinski lončenini iz Grčije, Cipra in Hersona so prikazani bojevniki, ki nosijo orožje in težko nagubano fustanello. To potrjujejo tudi srednjeveške grške pesmi Akritov iz 12. stoletja; domneva se, da so iluminirani rokopisi pesmi iz 11. stoletja služili kot prototipi za poznejše upodobitve. Oblačilo je upodobljeno tudi na freskah iz zgodnjega 14. stoletja v cerkvi svetega Nikolaja Orphanosa v Solunu in cerkvi Svetega Križa Agiasmatskega na Cipru.[36] Nagubano fustanelo so nosili bizantinski akritiški bojevniki prvotno kot vojaško obleko in zdi se, da je bila rezervirana za pomembne ljudi. Pogosto so jo nosili v povezavi z loki, meči ali bojnimi sekirami in pogosto prikazani, pokriti s steznikom ali verižnim telovnikom. V osmanskem obdobju so fustanello nosile tudi grške gverilske skupine, kot so klefti in armatoli. Fustanella je bila primerno oblačilo za gverilske gorske enote. Prvič so fustanello kot del standardizirane vojaške uniforme nosili grški prostovoljci britanske vojske leta 1813.
Po drugem mnenju naj bi bila fustanella prvotno albanska noša Toskov, ki je bila uvedena na grška ozemlja v osmanskem obdobju , ki je pozneje postala del narodne noše Grčije kot posledica njihovega preseljevanja in naselitve v regiji. Med grško osamosvojitveno vojno so odporniški borci prevzeli obleko albanskih vojakov, fustanella. V začetku 19. stoletja je priljubljenost noše med grškim prebivalstvom narasla. V tem obdobju po osamosvojitvi Grčije so deli grške družbe, kot so meščani, opustili svoja oblačila v turškem slogu in prevzeli fustanello, ki je simbolizirala solidarnost z novo grško demokracijo. Filhelensko navdušenje nad fustanello je preživelo poznavanje njenega albanskega izvora. Nato je postalo težko razlikovati fustanello kot oblačila moških Arvanitov od oblačil, ki jo je nosil širši deli grške družbe. Po besedah Helen Angelomatis-Tsougarakis je bila njena priljubljenost v Moreji (Peloponez) pripisana vplivu arvanitske skupnosti Hidre in drugih albansko govorečih naselij na tem območju. Hidrioti pa niso mogli odigrati pomembne vloge pri njenem razvoju, saj niso nosili fustanelle, ampak podobne kostume kot ostali grški otočani. V drugih regijah Grčije so priljubljenost fustanelle pripisovali povišanju Albancev kot osmanskega vladajočega razreda, kot je bil Ali paša, napol neodvisni vladar pašaluka Janine. Na teh območjih je zaradi lahkega dizajna in vodljivosti v primerjavi z oblačili grških višjih slojev tiste dobe postalo modno med njimi pri sprejemanju fustanelle. Grški vaščani albanskega porekla so še naprej vsakodnevno nosili fustanello ali poukamiso (podolgovata srajca) vse do 20. stoletja.
Fustanella, ki so jo nosili Roumelioti (Grki gorske notranjosti), je bila različica, izbrana za narodno nošo Grčije v začetku 19. stoletja. Od Roumeliotov so fustanello nosili nomadski grško govoreči pastirji Sarakatsani. Vlahi, latinsko govoreči narod, ki je živel v Grčiji, so prav tako nosili fustanello. V času vladavine kralja Otona I. (1832–1862) so fustanello sprejeli kralj, kraljevi dvor in vojska, medtem ko je postala službena uniforma, ki so jo morali nositi vladni uradniki tudi v tujini. Glede na geografsko razširjenost fustanella nikoli ni postala del oblačil na egejskih otokih, medtem ko so jo na Kreti povezovali z junaki grške osamosvojitvene vojne (1821) v lokalnih gledaliških uprizoritvah in le redko kot vladna uniforma. Moški grške predsedniške garde, ustanovljene leta 1868, nosijo fustanello kot del svoje uradne obleke. Do poznega 19. stoletja je priljubljenost fustanelle v Grčiji začela bledeti, ko so bila uvedena oblačila v zahodnem slogu.
Film fustanella (ali drama fustanella) je bil priljubljen žanr v grški kinematografiji od 1930-ih do 1960-ih. Ta žanr je bil poudarjen na upodobitvah podeželske Grčije in je bil osredotočen na razlike med podeželsko in mestno Grčijo. Na splošno je ponujal idealizirano upodobitev grške vasi, kjer je bila tipična podoba fustanella. V Grčiji je oblačilo danes relikt preteklega obdobja, s katerim se večina pripadnikov mlajših generacij ne poistoveti.
Grška fustanella se od albanske razlikuje po tem, da ima prvo oblačilo večje število gub. Na primer, Ženinov plašč, ki so ga nosili po okrožjih Atike in Beocije, je bila vrsta grške fustanelle, edinstvena po svojih 200 gubah; nevesta bi jo kupila kot poročno darilo svojemu ženinu (če bi si lahko privoščila oblačilo). Fustanella se nosi z yileki (bolero), mendani (telovnik) in fermeli (plašč brez rokavov). Selachi (usnjeni pas) z zlatimi ali srebrnimi vezeninami se nosi okoli pasu preko fustanelle, v katero so armatoloji in klefti položili svoje roke.
V 18. in zgodnjem 19. stoletju so krila visela pod koleni, rob oblačila pa je bil zbran skupaj s podvezicami, medtem ko je bil zataknjen v škornje, da je ustvaril učinek "bluze". Kasneje, v času bavarskega regentstva, so bila krila skrajšana, da so ustvarili nekakšne zračne hlače, ki so se ustavljale nad koleni; to oblačilo je bilo nošeno z žabami in bodisi s čevlji ali z okrasnimi cokli. To je kostum, ki ga nosijo Evzoni, lahke gorske čete helenske vojske. Danes ga še vedno nosi slavnostna predsedniška garda.

### Italija
Fustanella je bila med Arbëreshë v uporabi od njihovega prihoda v Italijo. V 18. stoletju so ga nosile čete albanskega polka v Neapeljskem kraljestvu. Fustanella je bila simbol gospodarskega bogastva med ljudmi Arbëreshë. Med praznovanji jo nosijo moški Arbëreshë.

### Makedonija
V Makedoniji so fustanello nosili v regijah Azot, Babuna, Gevgelija, južni del Južne Morave, Ovče Pole, Prespansko jezero, Skopska Blatija in Tikveš. Na tem območju je znana kot fustan, ajta ali toska. Uporabo izraza toska bi lahko pripisali hipotezi, da je bila noša v določene regije znotraj Makedonije uvedena kot kulturna izposojenost od Albancev iz Toskërije (podregija južne Albanije).

### Meglenski Vlahi
Meglenski Vlahi, druga vzhodnoromansko govoreča skupina, ki živi v Grčiji in Severni Makedoniji, prav tako nosijo fustanelle.

### Moldavija in Vlaška
V 18. in 19. stoletju so številni tuji popotniki zabeležili, da so bili telesni stražarji knežjih dvorov Moldavije in Vlaške oblečeni z albansko fustanello.

### Združene države Amerike
V Združenih državah je fustanella identificirana z albansko in grško populacijo. Pogosto jo je mogoče videti na albanskih in grških ljudskih festivalih in paradah po vsej državi.

## Ime
Beseda izhaja iz italijanskega fustagno 'fustian' in -ella (pomanjševalnica), tkanine, iz katere so bile izdelane najzgodnejše fustanelle. To pa izhaja iz srednjeveškega latinskega fūstāneum, morda pomanjšane oblike fustis, 'lesena palica'. Drugi avtorji menijo, da je to kalk grškega xilina (ξύλινο), dobesedno 'lesen', tj. bombaž; drugi domnevajo, da izhaja iz Fostata, predmestja Kaira, kjer so izdelovali tkanine. 

### Ime v različnih jezikih
Za primerjavo sta vključeni besedi za "krilo" in "obleka".
| Jezik              | Kratko krilo              | Krilo           | Obleka              |
| ------------------ | ------------------------- | --------------- | ------------------- |
| albanščina         | fustanellë/fustanella     | fund            | fustan              |
| aromunščina        | fustanelã                 | fustã           | fustanã             |
| bolgarščina        | фустанела (fustanela)     | фуста (fusta)   | фустан (fustan)     |
| grščina            | φουστανέλλα (foustanélla) | φούστα (foústa) | φουστάνι (foustáni) |
| Italijanščina      | fustanella                | gonna           |                     |
| makedonščina       | фустан (fustan)           | фустан (fustan) | фустан (fustan)     |
| meglenska vlaščina | fustan                    |                 | fustan              |
| Romunščina         | fustanelă                 | fustă           |                     |
| Srbohrvaščina      | фустанела fustanela       | фистан fistan   | фистан fistan       |
| turščina           |                           |                 | fistan              |

## Galerija
- Gheorghe (Ioryi) Mucitani, vodja prve aromunske skupine v Notranji makedonski revolucionarni organizaciji.
- Grk in Albanec v kostumu Fustanella, Rusija, 1862.
- Makedonske noše v Muzeju Severne Makedonije v Skopju.
- Grški general kraljeve falange v popolni uniformi, 1835.
- Spiridon Louis, olimpijski prvak v maratonu (1896).
- Na karnevalu v Benetkah, slika Mikhaila Scottija.
- častnik grške predsedniške garde, Atene.
- Albanec v Kairu, Jean-Léon Gérôme, ok. 1880.
- Albanski voditelj Hamza Kazazi, fotografiran pribl. 1858.
- Črna fustanella, ki jo nosijo grški Makedonci.
- Kraljeva garda Albanije leta 1921.
- Ilyo Voyvoda je bil bolgarski makedonski revolucionar (1867).
- Souliote bojevnik Louisa Dupréja, 1820.
- Častna straža na grobu neznanega vojaka, trg Syntagma, Atene, 2006.
- Menjava straže na grobu neznanega vojaka, 2005.
- Sarakacani v Trakiji, 1938.
- Grški bojevnik Carla Haaga, 1861.
- Albanski častnik Jean-Léona Gérômea, 1894.